# Ramesse II.
Ramesse II. Veliký  Userma'atre' setepenre byl egyptským faraonem 19. dynastie, vládl v letech 1279–1213 př. n. l. Jeho otcem byl Seti I., matkou Tuya. Narodil se asi 1300-1303 př.n.l. ještě za vlády Haremheba, při korunovaci jeho děda Ramesse I. mu bylo pět let. Za vlády svého otce získal zkušenosti jak s vnitřní vládou v říši, tak i s obranou egyptského území, které zdědil po svých předcích. Na trůn nastoupil po smrti otce Setiho ve věku ~ 16 let. Vládl 66 let a 4 měsíce, zemřel 27. června 1213 př. n. l. ve věku asi 90-93 let ve svém městě Piramesse. Jeho mumie se zachovala a její antropologický výzkum byl v souladu s jeho udávaným věkem. Ve vyšším věku trpěl četnými záněty a bolestivými srůsty na páteři.

## Rodina

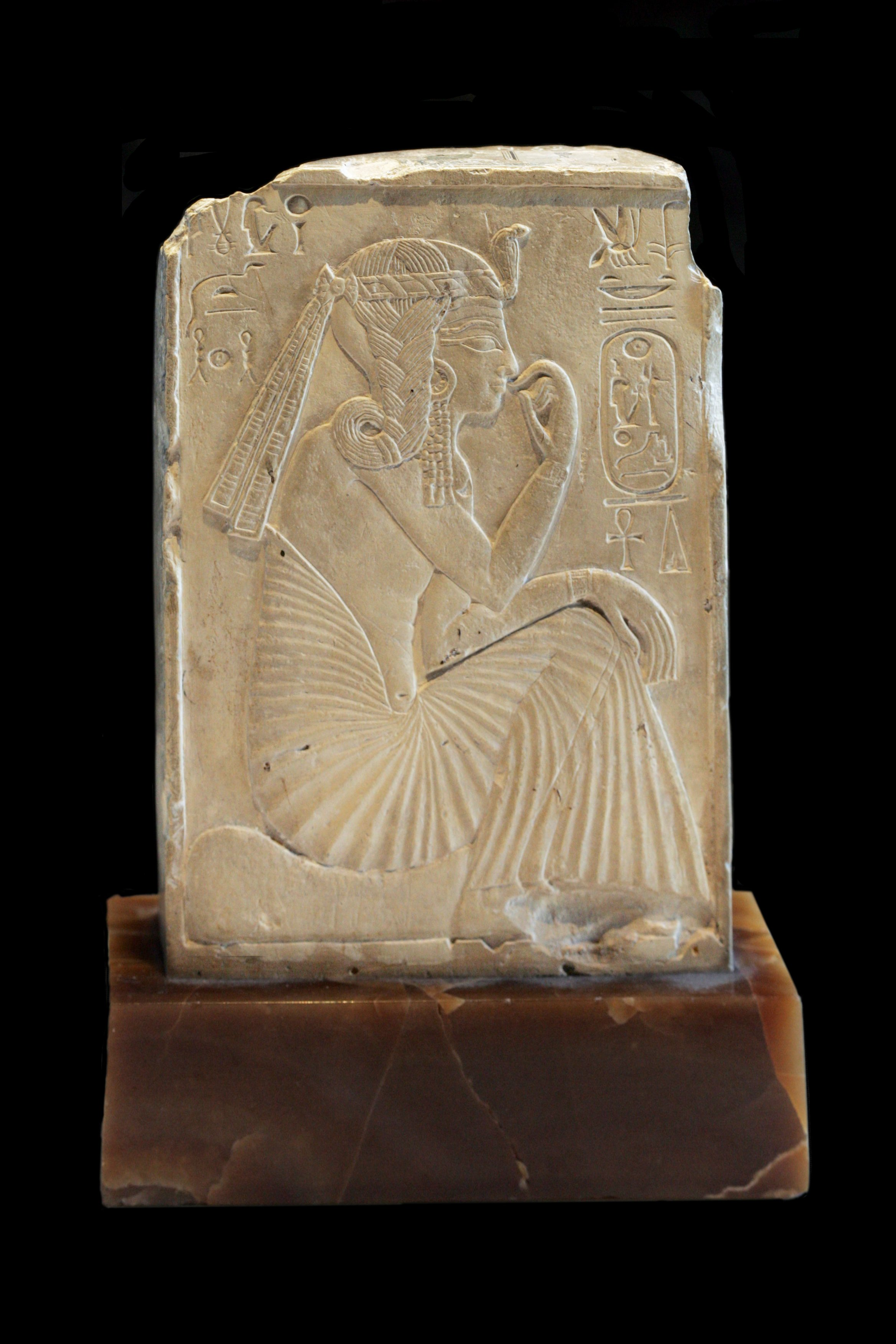
Ramesse II. v jinošském věku; Museum Louvre

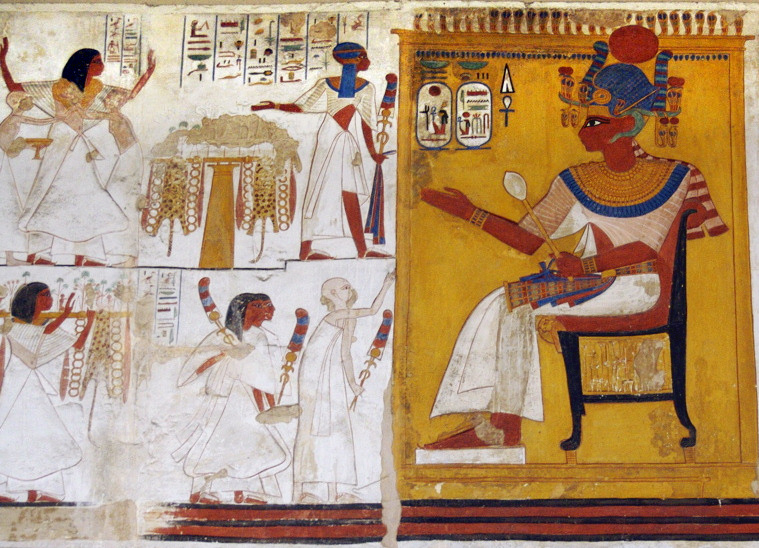
Ramesse II. při audiencii vznešených úředníků

Mapa ve vrcholném období říše Chetitů

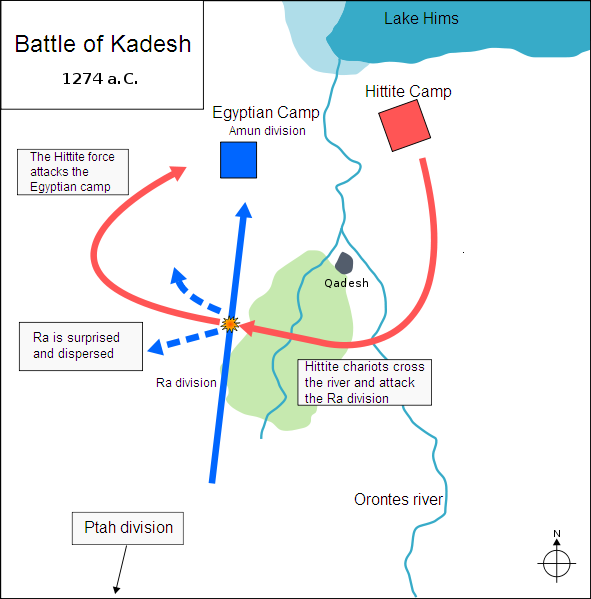
Bitva u Kadeše

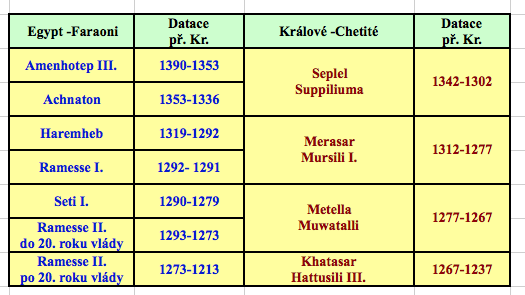
Souběh vláda králů Egypta a Hattit.

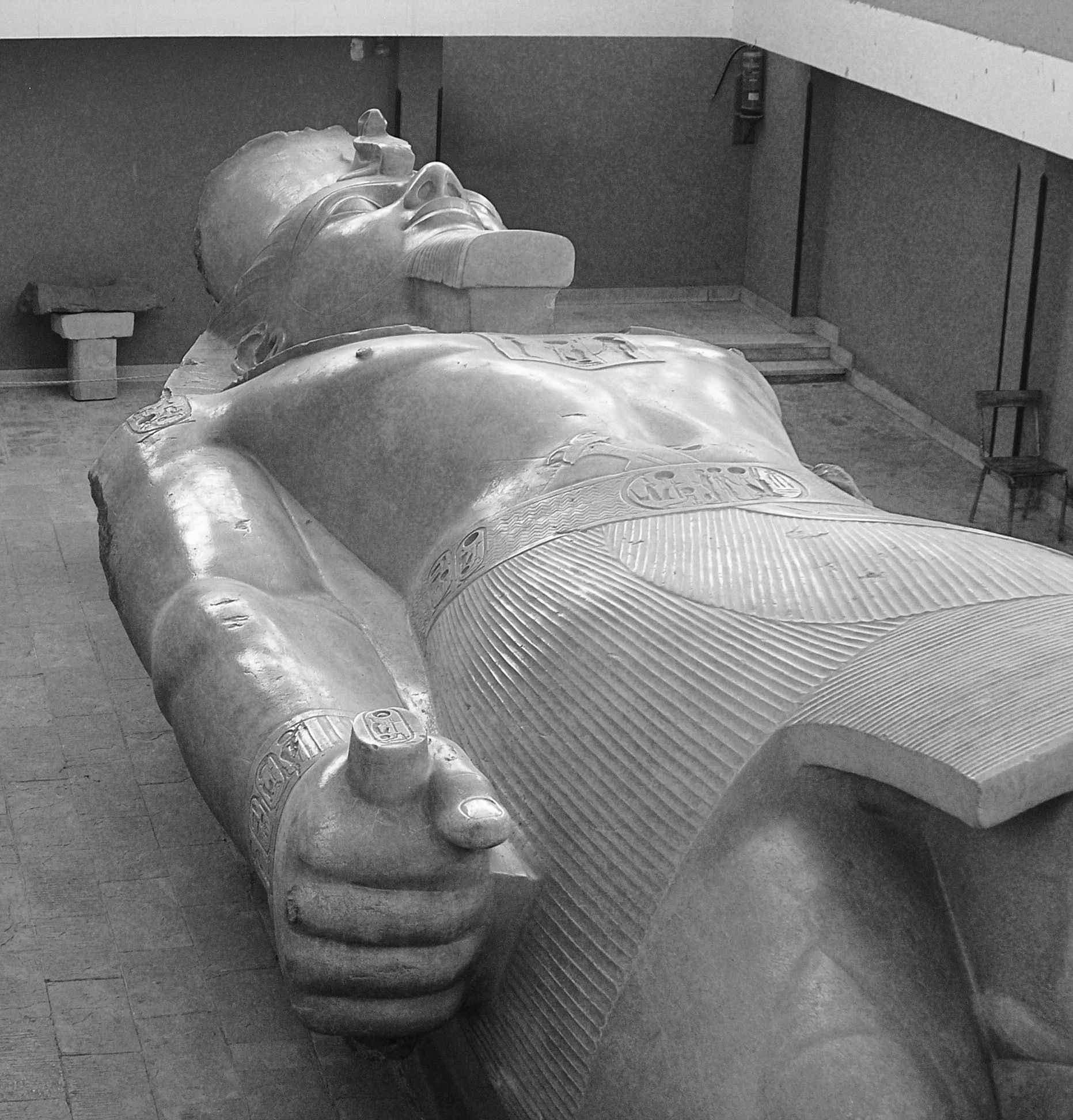
Kolosální socha Ramssese II. v Memfis, Egypt

Ramesse II. byl zcela velkolepou osobností (zčásti kvůli vlastní propagandě) a měl i takovou rodinu, respektive veškeré osoby řadící se do jeho rodiny v jeho paláci. Uvádí se, že měl asi 200 žen a konkubín, se kterými zplodil více než 100 dětí. Jejich jména jsou známá. Bylo to ~50 synů a 53 dcer. Nicméně mezi významnější manželky Ramesse II. s titulem „Velká královská manželka“ patřily tři.
První a hlavní byla královna Nefertari, která dala faraonovi prince Amenhirchepešefa (zobrazen se svými rodiči na soše v Museu Turín), Prehirwenemef, Meryre a Mery-Atum a princezny Merytamen a Henuttawy (zahrnuti na sousoší v Abú Simbel).
 Druhou hlavní byla královna Isetnofret I., která měla prince Ramesses, Khaemwaset, Merenptaha, ten, ač byl až třináctým princem, své starší bratry přežil a stal se následníkem Ramesse II. Dcerou královny Isetnofret byla Bin-Anath. Ta se, po smrti Nefertari a matky Isetnofret ve 25. roce vlády Ramesse II., stala jeho třetí hlavní manželkou (incestní vztah). Ve 34. roce (1259) vlády po diplomatickém jednání o mírových vztazích a jejich trvalého potvrzení se stala jeho další Velkou královskou manželkou chetitiská princezna Suškanu, dcera krále Hattušili III. která přijala jméno Maat-Hor-Neferu-Re, (Ten, kdo vidí Horovu neviditelnou krásu Re)

## Vláda
Egyptská říše po smrti Setiho I. se nacházela v relativně konsolidovaném stavu, fungující strukturou státní správy, dobře vycvičenou armádou schopnou odrážet útoky z okolních zemí. Na severu to byla říše Chetitů, kteří po okupaci země Mitanni, ještě za vlády faraonů 18. dynastie, byli na hranicích v přímém kontaktu s Egyptem a již za vlády Haremheba zde docházelo k četným vojenským střetům. Ze západní pouště se do nilské delty infiltrovaly hordy libyjských nomádů. Na jihu Egypťané ovládali Nubii a střežili obchodní cesty podél Nilu. Stálou hrozbou byly ohrožené obchodní cesty podél Středozemního moře, kde operovaly pirátské skupiny. Vládce musel také zabezpečit zásobování vlastního obyvatelstva a prostředky pro činnost armády a v neposlední řadě také prostředky pro rozsáhlou stavební činnost. Ta se za vlády Ramssese II. rozrostla do realizace četných monumentálních staveb. Popis počáteční doby vlády Ramesse II. poskytuje text na Kubbân stéle, která se našla na jihu ve Wadi Alalaqi.
 V prvních letech vlády uskutečnil reformu armády, kterou již částečně započal jeho otec Seti I. Změnil organizaci správy země do 34 Nomů a vytvořil specializované vycvičené jednotky pro rychlejší a účinnější použití v bojovém nasazení a logisticky zajistil jejich potřeby. Rozšířil používání bojových dvojkolek a zdokonalil taktickou součinnost s pozemními silami (infanterií). 

## Vezírové
Vláda faraona se opírala o odbornou a loajální podporu nejvyšších úředníků, vezírů.
Několik z nich, kteří sloužili vládě Ramesse II jsou:
- Paser působil již v době Setiho I., byl nomarchou jižního Egyptu, používal více titulů, např. Nejvyšší kněz Amona, kněz chrámu Ptaha a představený Amonova harému. Patřily mu monumenty, hrobky v Thébách, Piramesse, Tanis a Memfis.
- Hatiay nomarcha severu Egyptu, syn Ramose a Sheritre
- Rahotep I. nomarcha severu Egyptu, syn nejvyššího kněze Osirise
- Rahotep II. nomarcha severu Egyptu, nejvyšší kněz boha Re, kněz boha Ptaha
- Nehy nomarcha jihu Egypta
- Neferrmpet nejvyšší kněz boha Ptaha

## Války v Asii
Území dobytá v Syro-Palestinské oblasti za vlády faraonů 18. dynastie byla neustále ohrožována jak ze severu i západu z částí Anatolie, tak i z východu nomádskými semitskými kmeny. Boje probíhaly již za vlády Haremheba, Ramesse I. tak i otce Setiho. V přilehlých severních zemích se také odehrávaly výboje směřující k jihozápadnímu pobřeží Středozemního moře (zhruba dnešní Palestiny). Za vlády Achnatona byly udržovány přátelské vztahy se státem Mitanni, který zanikl expanzí Chetitů a okupací země za chetitského krále Šuppiluliuma I. (1342–1302 př. n. l.). 

| „                                      | A teď, co se týče desky, kterou jsi mi poslal, proč jsi dal jméno mého bratra nad mé jméno? A kdo je to, kdo má problémy s dobrými vztahy mezi námi? Stalo se takové chování zvykem? Můj bratře, napsal jsi mi, že se stáváme spojenci? Jsi-li můj bratr, proč jsi chválil mé jméno, když si nemyslím, že je lepší než mrtvola? ... Ale já vaše jméno ... vymažu… | “ |
| — Psaní od Šuppiluliuma, krále Chetitů | |   |

 Komunikace mezi Egyptem, králi Mitanni a posléze Chetiti dokumentují papyry z Amarnského období, které se postupně zhoršovaly a mezi nimi se vytvořila konfliktní hranice. Pro Ramesse II. to byla trvalá hrozba. Faraon Haremheb s Chetiti vedl boje se synem Šuppiluliuma, Muršili I., Seti I. pokračoval ve válkách s jeho vnukem Muwatalli. Střety s Muwatalliem zdědil Ramesse II. po celou dobu prvních 20 let své vlády a vyústily v bitvě u Kadeše.
V historii vlády Ramesse se však uskutečnila další četná vojenská tažení. Ve druhém roce vlády potlačil působení pirátů pocházejících z jihozápadní části Anatolie u pobřeží Středozemního moře. Již ve čtvrtém roce vlády došlo ke střetu u Kadeše s Muwatalliem, ve které Egypťané neuspěli a Kadeš, Amurru a severní pobřeží Fénicie zůstala v držení Chititů. To se opakovalo v několika dalších expedicích. V devátém roce vlády Ramesse vztyčil stélu u Bath Shean poté, co obnovil vládu nad Kanaánem a dospěl až k Beirutu.
Bitva u Kádeše by možná neměla být nazývána bitvou v nejpřísnějším smyslu slova, ale spíše rozsáhlými šarvátkami, které předcházely rozhodujícímu střetu, který se nakonec nikdy nekonal. Obě strany postupně vyčerpaly svoje síly, chetitský král Muwatalli byl vystřídán bratrem Huttasilli III. a politika vojenských střetů se stala pro Egypt i Chetitity neproduktivní. Obě strany si připisovaly vítězství a patřičným způsobem to ve svých teritoriích presentovaly. Egyptské úspěchy byly popsány v tak zvaném „Poemu o bitvě u Kadeše“. Hieroglyfický text byl objeven na stěně chrámu v Luxoru a také v Abydosu a fragmenty v Abu Simbel. Nicméně Ramsses II. potvrdil svou královskou moc v této oblasti a přispěl ke sblížení mezi Egyptem a Chetity, které vyvrcholily podpisem mírové smlouvy, obsahující i prvky následné spolupráce a vzájemné vojenské podpory. Namísto bojů mezi sebou si Egypťané a Chetitté otevřeli obchodní vztahy a vyměnili si technologické a zemědělské zkušenosti, které zlepšily životy lidí obou národů.
| Verze pro Egypt | Verze pro Chetity |
| --- | --- |
| Reamasse-Meriamon, velký král, král egyptské země, nikdy nenapadne zemi Hatti, aby převzal její část. A Hattusili, veliký král, král země Hatti, nikdy nezaútočí na Egyptskou zemi, aby převzal její část.                                                                                                   | Mezi námi nebude navždy nepřátelství. Veliký náčelník Khety nepřichází do Egyptské země, aby zde něco vzal. Ramses-Meriamon, veliký egyptský vládce, nepřichází do země Hatti, aby zde něco vzal.                                                                                         |
| Podívej, synové Ramssesa, velikého krále, krále egyptské země, budou navždy ve stavu míru a bratrství se syny Hattusiliho, velikého krále, krále země Hatti. Zůstanou v řadě našeho svazku bratrství a míru. Egyptská země a země Hatti zůstanou navždy ve stavu míru a bratrství, jak je to nyní mezi námi. | Synové synů velikého vládce Hatti budou v bratrství a pokoji s dětmi synů Ramesses-Meriamon, velikého egyptského velitele, kteří jsou v našich vztazích bratrské a také setrvají v našich mírových vztazích. Egyptská země může být s zemí Khety v míru a bratrství jako my nyní, navždy. |
| Překlad podle J.Breasted | Překlad podle |

Je historicky prokázáno, že mírové vztahy s Chetity nebyly porušeny ještě v 35. roce vlády Ramesse a evidentně pokračovaly do konce jeho vlády i za vlády jeho následníků. Ramesse ale využíval propagandy a bitvu prezentoval jako své vítězství.

## Monumenty
Dlouhá vláda Ramssese byla doprovázena mohutnou stavební činností, byť kartuše se svým jménem umisťoval pro svou větší slávu často i na starší stavby. V předchozím kacířském amarnském období se totiž rozšířilo použití zahloubeného reliéfu, který usnadnil přepisování minulosti. Faraon si liboval ve vytváření monumentálních paláců, soch personifikujících jeho velikost. Monumenty zdobily scény z jeho vítězných bojů s nepřáteli, hieroglyfickými nápis je popisoval. Obsáhlý soupis těchto staveb a jejich popis uvádí J.H. Breasted.
Mezi nejvýznamnější se řadí:
- Chrám Abú Simbel[3]
- Chrám Královny Nefertari v Abú Simbel
- Chrám v Luxoru
- Ramesseum v Madinet Habu[3]
- Koloseum Ramssese II. v Memfis s antropomorfní kolosální sochou faraona (délka 12,5 m).

## Hrobka
Hrobka Ramesse je v Údolí králů značena KV7. Patří mezi nejrozsáhlejší pohřební prostor v údolí. Po sestupném schodišti se vstupuje do systému komor až do pohřební komory. Rozměry hrobky a jejích prostor:
| Max. výška | Min.šířka | Max. šířka | Celková délka | Celková plocha | Celkový objem |
| 5,82 m     | 0,74 m    | 13,6 m     | 168 m         | 868 m2         | 2286 m3       |

Hrobka byla již v období 20. dynastie vyloupena. Prosakování horninou a celková vlhkost poničily výzdobu takže většina vnitřní výzdoby je poničena a úsilím konzervátorů se ze zlomků části rekonstruují.
S KV7 historicky souvisí i hrobka KV5 zbudovaná Ramessem II. pro jeho početné syny. Původní hrobka určená pro některou osobu z 18. dynastie byla Ramessem II. uzurpována pro vlastní rodinu, a to pro své početné syny. Kolem centrální šachty bylo rozmístěno 121 koridorů a komor. Je jisté, že několik synu zde bylo pohřbeno. Hrobka patří mezi vůbec největší v Údolí králů.
| Max. výška | Min.šířka | Max. šířka | Celková délka | Celková plocha | Celkový objem |
| 2,85 m     | 0,61 m    | 15,4 m     | 443 m         | 1266 m2        | 2155 m3       |

V rámci „Theban Mapping Project“ bylo mapování hrobky realizováno až v r. 1995 a dosud pokračuje. Hrobka byla kompletně vykradena a poškozena zátopovou vodou a částečně zborcená. Další podrobnosti o průzkumu a restauračních prací v rámci zmíněného projektu jsou ve zprávě z 2012.

## Fotogalerie

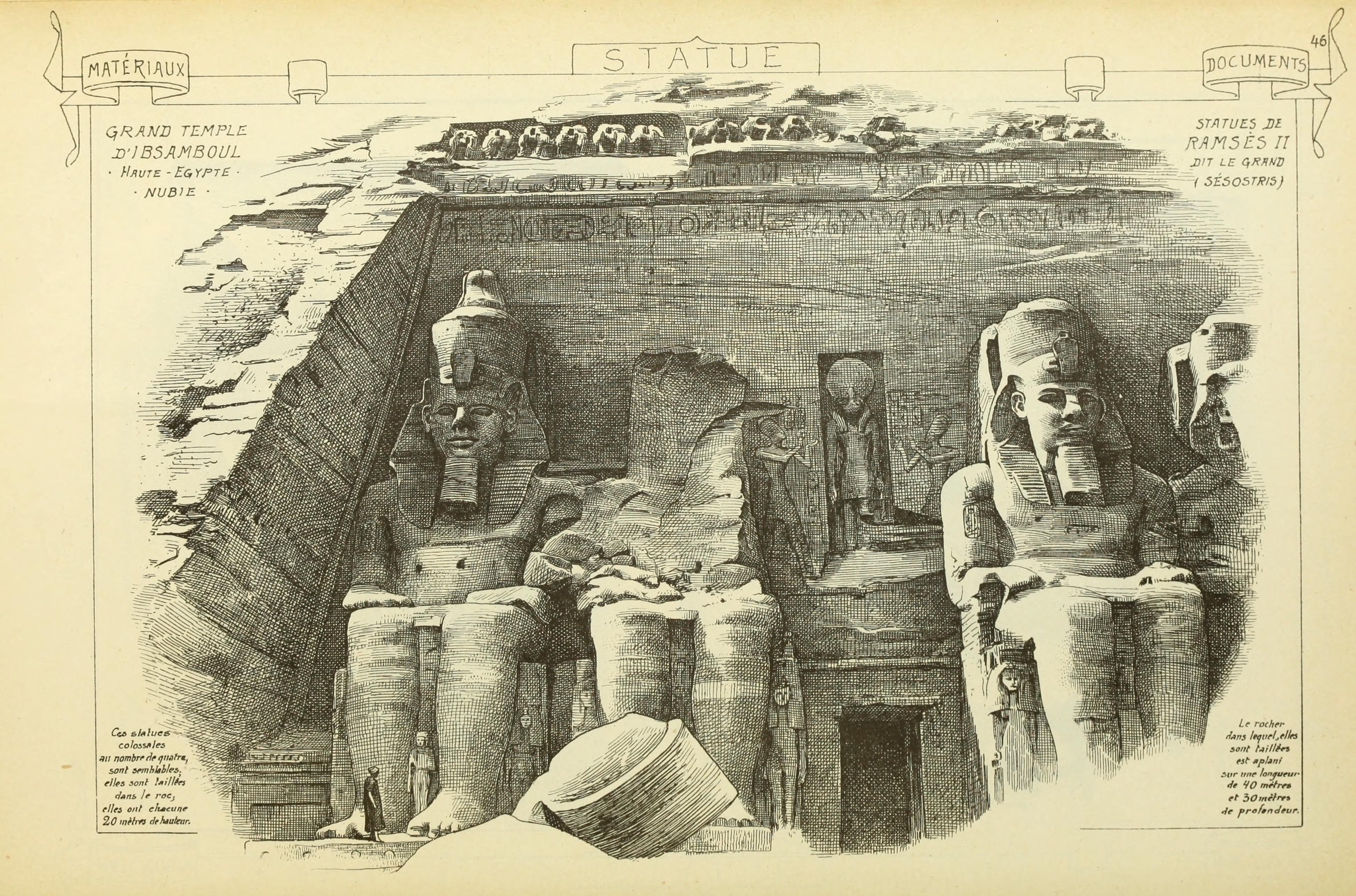
Abu Simbel – 1915
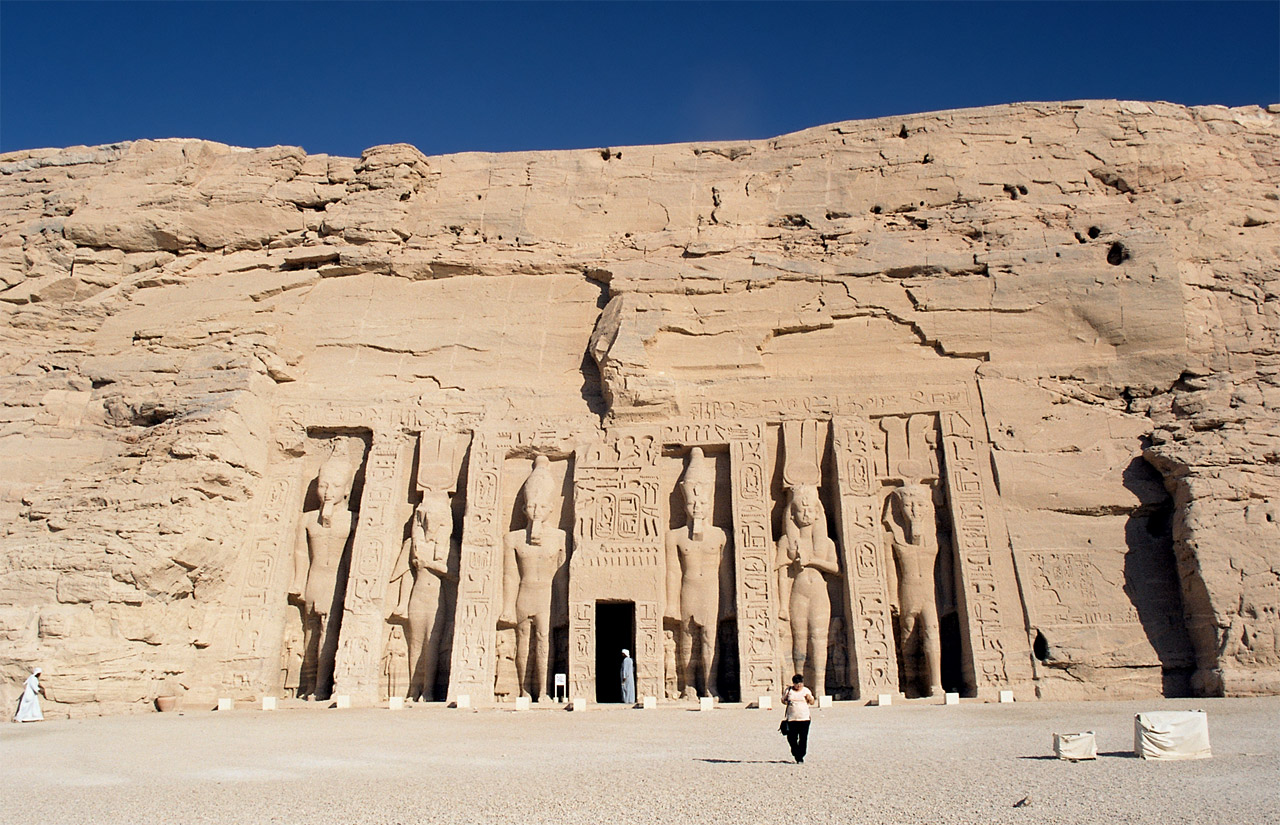
Chrám královny Nefertari
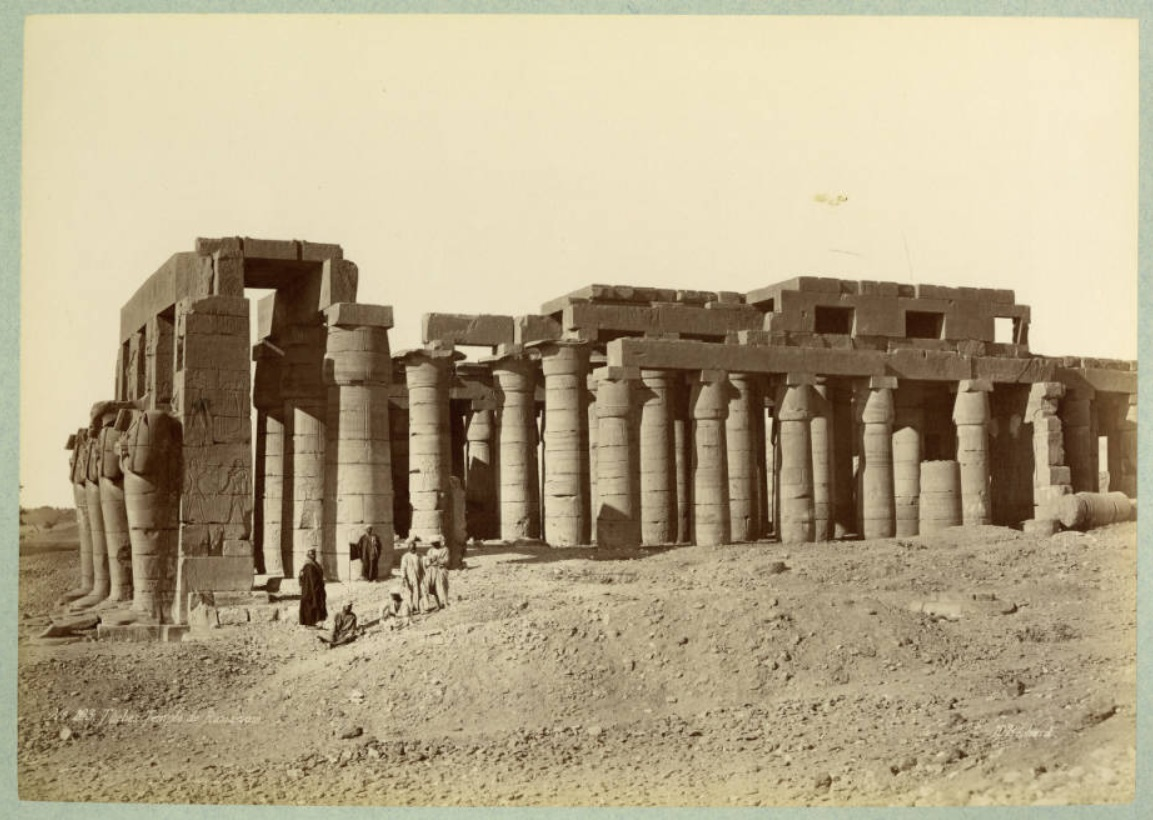
Ramesseum r.1870
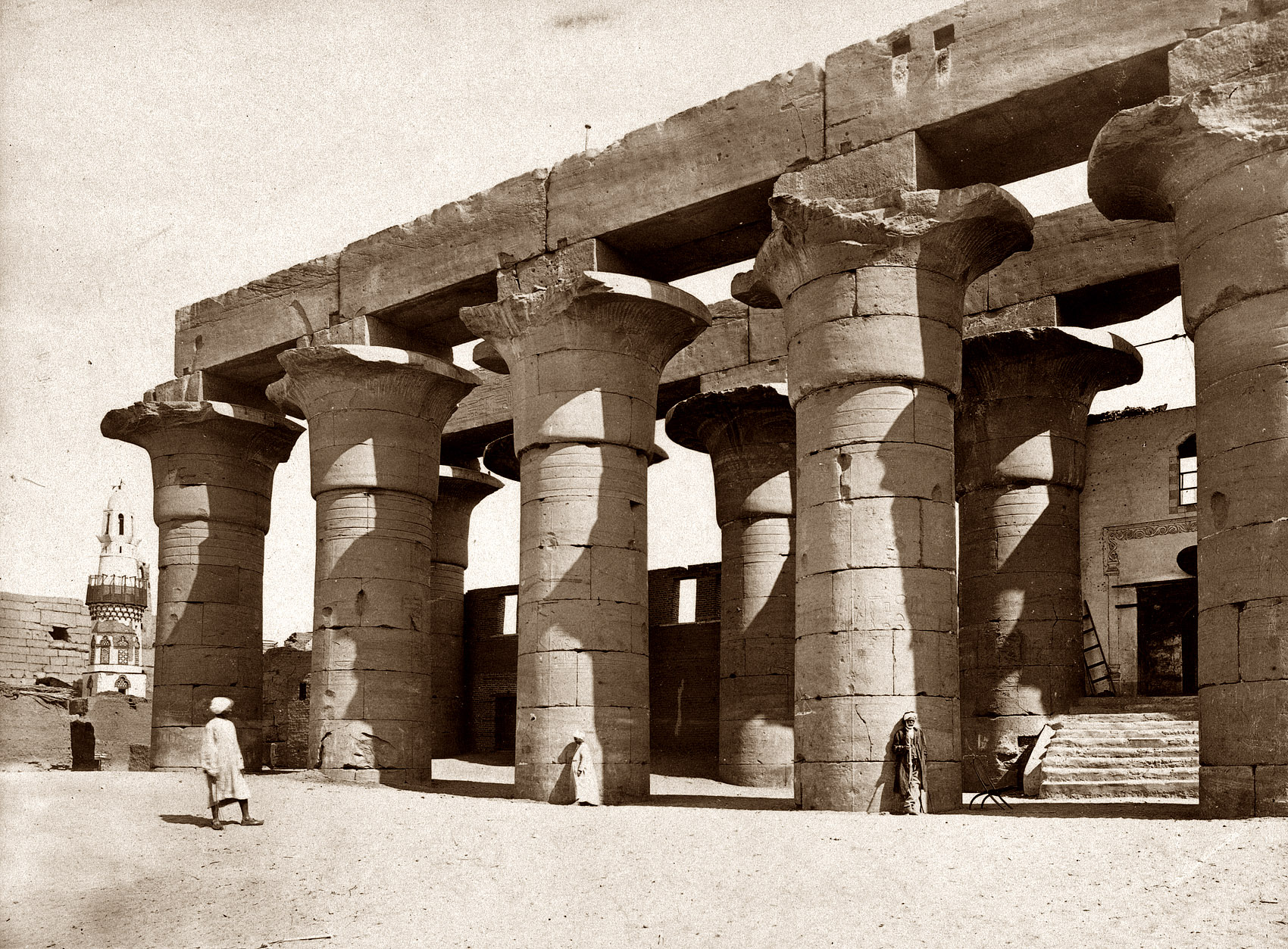
Chrám v Luxoru r. 1858
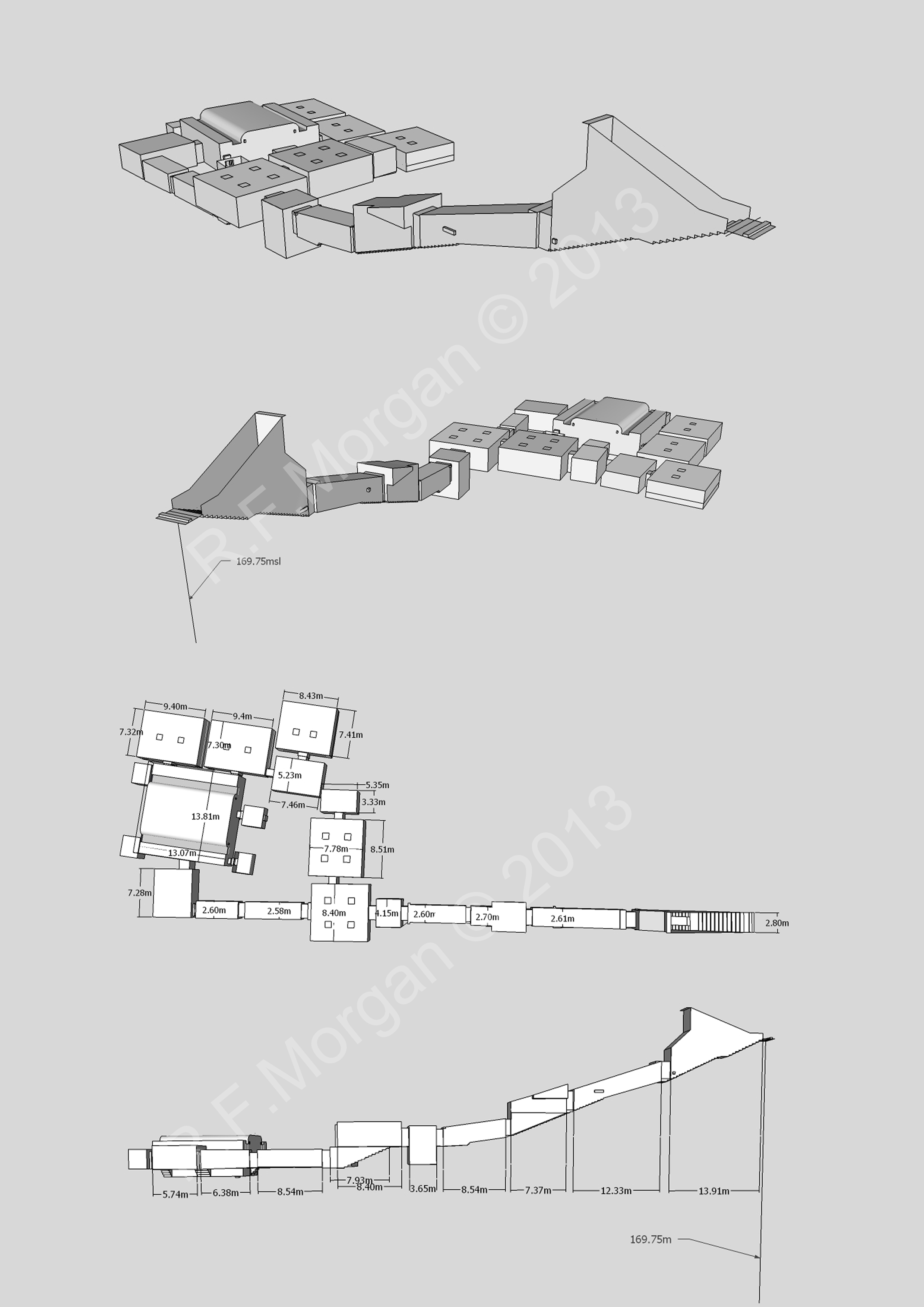
Model hrobky KV7 Ramesse II.
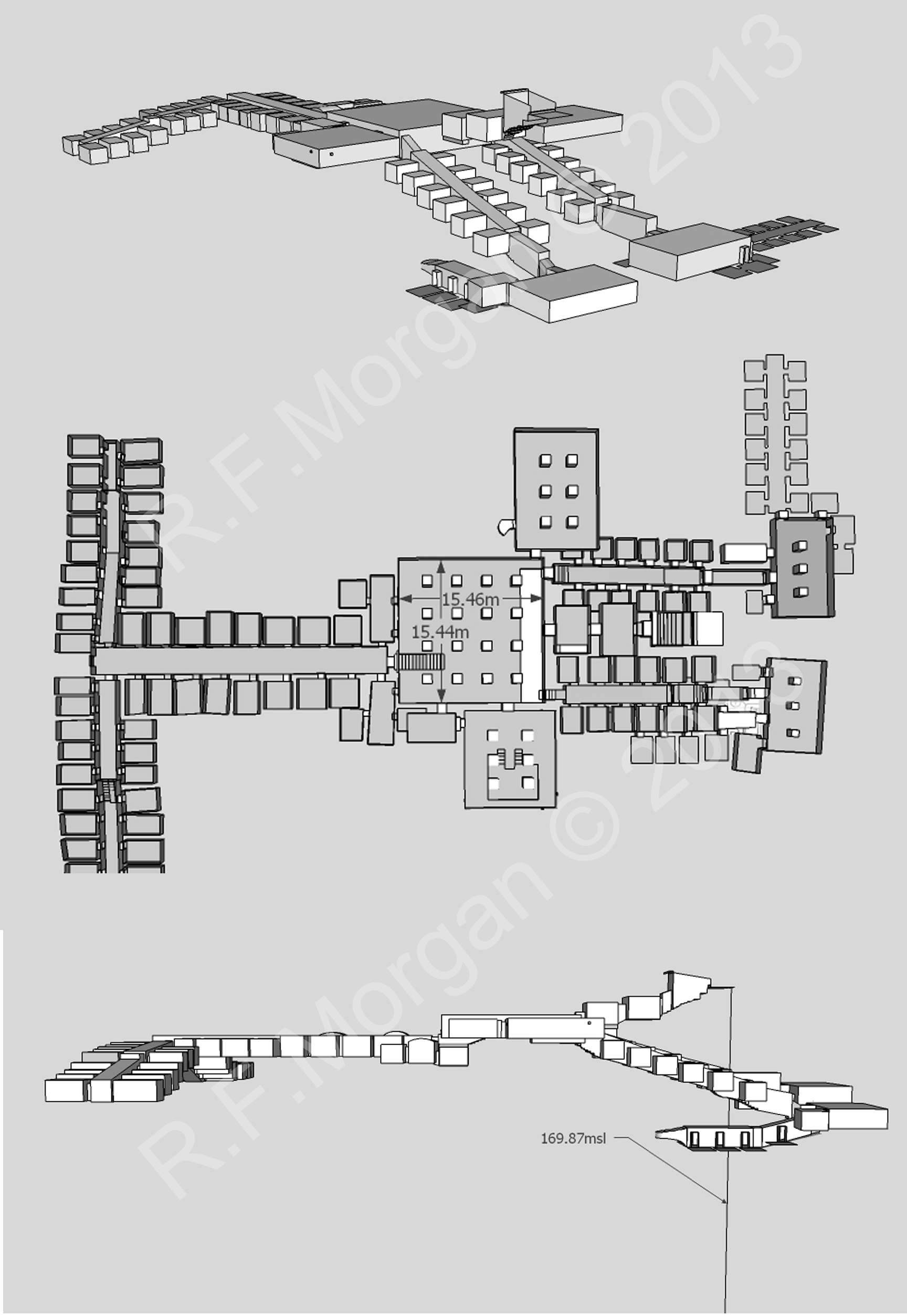
Model KV5 synů Remesse II.
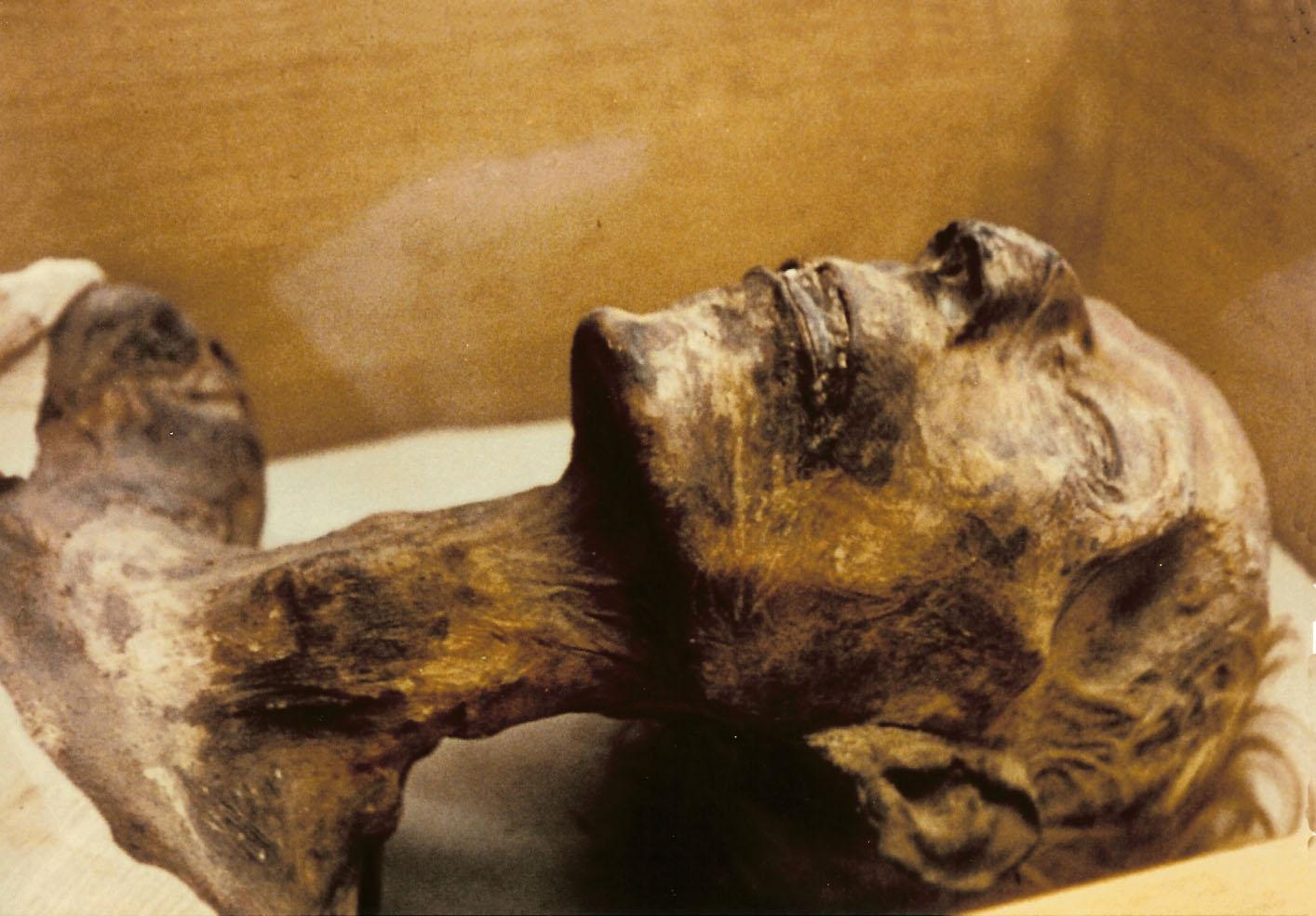
Mumie Ramsses II.; Egyptské Muzeum
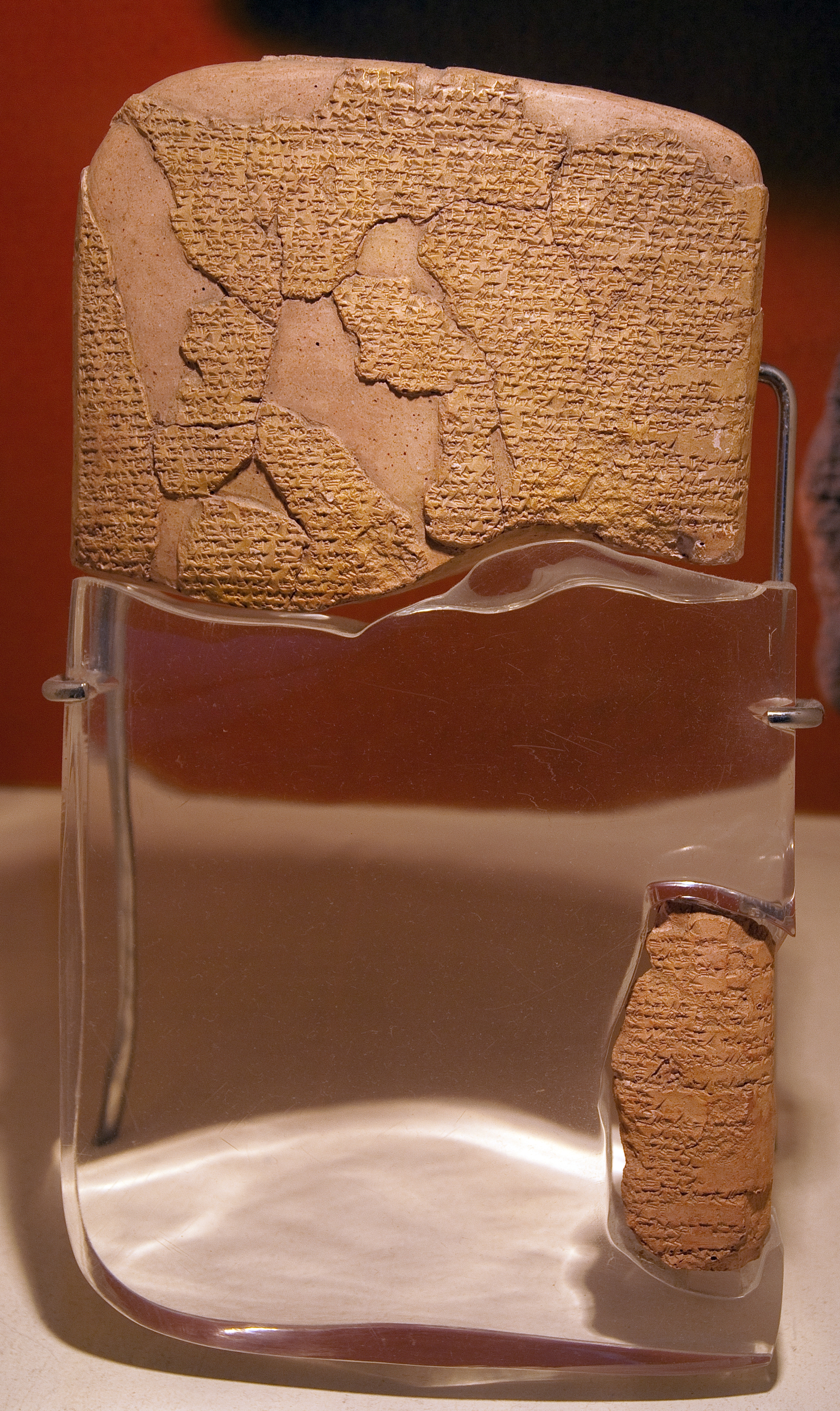
Mírová smlouva mezi Egyptem a Chetity po bitvě u Kadeše; Muzeum v Istanbulu